# El Tigre, Honduras
El Tigre är en ort i Honduras.   Den ligger i departementet Departamento de Cortés, i den västra delen av landet, 130 km nordväst om huvudstaden Tegucigalpa. El Tigre ligger 649 meter över havet och antalet invånare är 1 435. Den ligger vid sjön Lago de Yojoa.
Terrängen runt El Tigre är huvudsakligen kuperad, men åt sydost är den platt. Runt El Tigre är det ganska tätbefolkat, med 54 invånare per kvadratkilometer. Närmaste större samhälle är Santa Cruz de Yojoa, 10,5 km nordost om El Tigre. 